# Tunnbröd

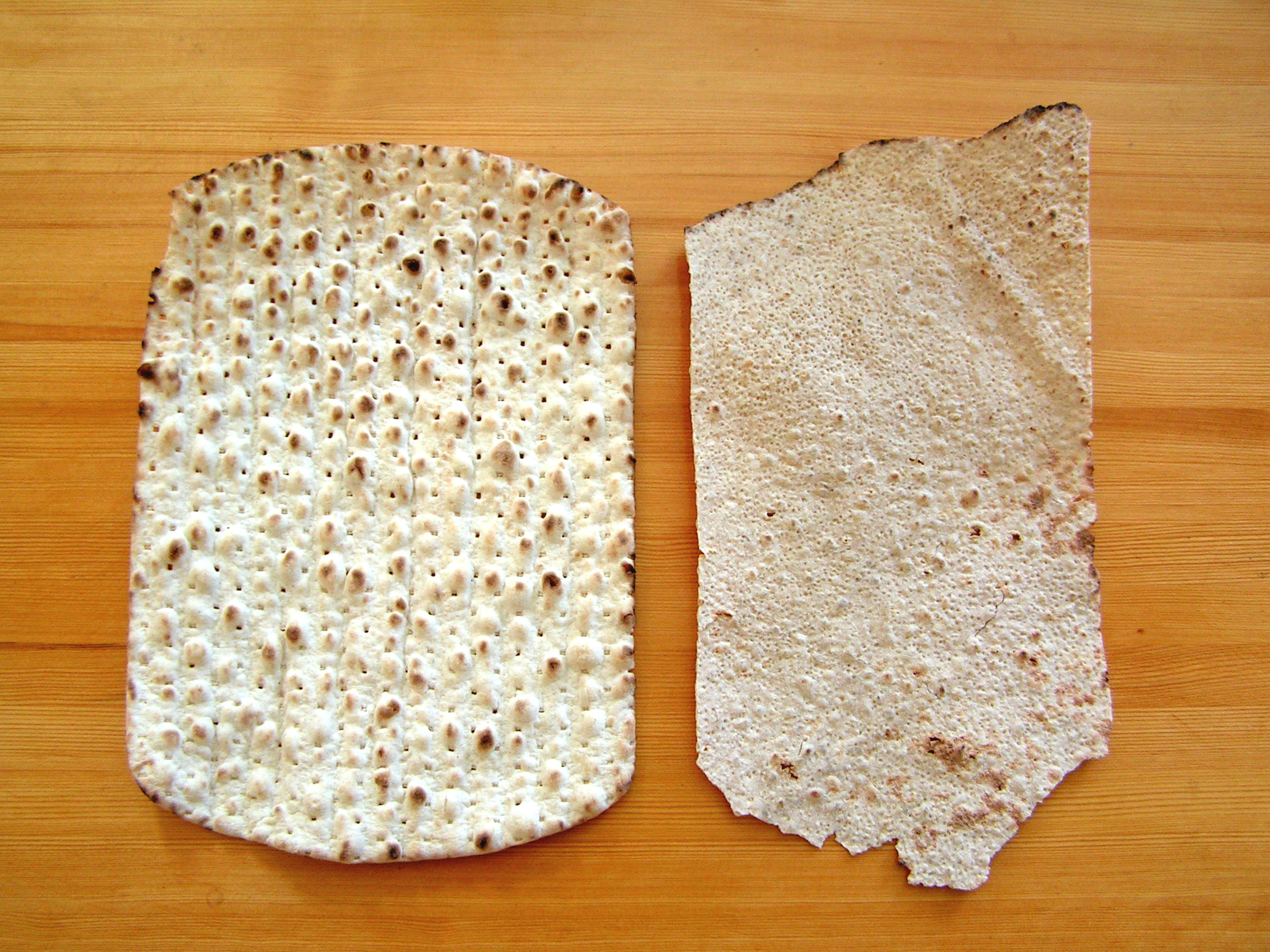
À esquerda um "pão delgado" moderno, e à direita um "pão delgado" caseiro.

O pão fino sueco (“tunnbröd”) é um tipo de panqueca muito fina que pode ser guardada durante muito tempo quando seca e humedecida dentro dum pano para ser usada,  tal como o lavash arménio. É, portanto, um alimento de climas frios e de pessoas pobres.
A massa prepara-se com vários tipos de farinha: de trigo normal ou da variedade selvagem (espelta), de centeio ou outra, misturada com pequenas quantidades de sal, açúcar, fermento e, querendo, sementes aromáticas, como anis; entretanto, ativa-se levedura seca com leite morno com manteiga e um pouco de açúcar e junta-se à mistura de farinha; deixa-se levedar cerca de uma hora, até duplicar o volume, numa tigela untada e coberta, num lugar morno.
Estender a massa muito fina e assar numa frigideira, como se fossem panquecas, depois de picadas com um garfo, cerca de 2-3 minutos de cada lado, ou então assá-las em forno quente, cerca de 6 minutos, virando-as uma vez.